# Дурейкиш
Дурейкиш (араб. دريكيش‎) — город на северо-западе Сирии, расположенный на территории мухафазы Тартус. Административный центр района Дурейкиш. Является также центром одноимённой нахии.

## Географическое положение
Город находится в восточной части мухафазы, на западных склонах южной части хребта Ансария, на высоте 548 метров над уровнем моря.

Дурейкиш расположен на расстоянии приблизительно 19 километров к востоку от Тартуса, административного центра провинции и на расстоянии 149 километров к северо-северо-западу (NNW) от Дамаска, столицы страны.

## Население
По данным официальной переписи 2004 года численность населения города составляла 13 244 человека (6669 мужчин и 6575 женщин). Насчитывалось 2782 домохозяйства. В конфессиональном составе населения преобладают алавиты.

## Транспорт
Ближайший гражданский аэропорт — Международный аэропорт имени Басиля Аль-Асада.